# Billie Sol Estes
Billie Sol Estes (Abilene,10 de enero de 1925 - Granbury, 14 de mayo de 2013) fue un empresario y financista estadounidense más conocido por un escándalo empresarial que lo envió a la cárcel por varios fraudes y complicado por sus vínculos con su amigo, el expresidente de Estados Unidos, Lyndon B. Johnson. Vivía en Granbury, Texas en el momento de su muerte.

## Libros
- JFK – autopsie d'un crime d'État. William Reymond & Billie Sol Estes  Paris: Flammarion[4]